# 7294 Barbaraakey
7294 Barbaraakey è un asteroide della fascia principale. Scoperto nel 1992, presenta un'orbita caratterizzata da un semiasse maggiore pari a 2,6595219 UA e da un'eccentricità di 0,0902995, inclinata di 6,70915° rispetto all'eclittica.